# 千日劇場
千日劇場（せんにちげきじょう）は、かつて大阪府大阪市南区（のちの中央区）千日前の千日デパート6階で営業していた劇場である。おもに大衆芸能や技芸を中心に上演された。通称で「千劇」、別称で「千日ホール」と呼ばれた。1958年（昭和33年）12月1日開場し、1969年（昭和44年）4月30日に閉場した。日本ドリーム観光（旧千土地興行）の営業子会社「千日興行」が経営、運営していた。

## 概要
千日前交差点の南西角に位置した「千日デパートビル」6階にあった劇場。千日デパートビルは直営ストアと専門店街からなる複合商業施設で、劇場は千日デパート（専門店街）が定休日の場合でも開場しており、毎週水曜日の定休日の際には、客を招くために開いている入口へ案内する立て看板をビル1階に設置した。
下座（寄席囃子）は一貫して、林家とみが務めていた。

## 沿革
もともと千日デパートビルは大阪歌舞伎座（旧・大阪楽天地）を改装した建物で、6階フロアは戦前にはアイススケート場、戦後には進駐軍向けの特殊慰安所（キャバレー）となり、やがて劇場「歌舞伎会館」に改装された。歌舞伎会館では主に軽演劇の「曾我廼家五郎劇」が上演し、漫才を併演していた。
1958年（昭和33年）12月1日、「千日デパート」開店にともない、「千日劇場」と改称し開場。演芸と五郎劇の後身「お笑い人生劇団」を主体としたプログラム内容であったが、やがて人生劇団は不評のため、芸人も出演する軽演劇「センニチコメディ」に差し替わった。
しかしながら、千土地から分かれた松竹芸能と、演芸を復活させた吉本興業の両者が追い上げてくると挟み撃ちにあう形となる。やがて、ビルの6階という不便な立地条件が災いして客足が鈍化した。また、千土地の代表者が松尾國三に替わって以降は演芸を軽視していた節があり、1963年（昭和38年）、社名を日本ドリーム観光と改称後はよりその姿勢が鮮明となっていった。
この時期、関西テレビの大喜利番組『お笑いとんち袋』や、読売テレビ（ytv）の各番組など、在阪局と提携した舞台中継番組が放送されていた。この頃の千日劇場はゲームセンターを通らなければ入場できないフロア構造になっており、千土地の所属芸人で『お笑いとんち袋』のレギュラー出演者だった2代目笑福亭松之助は、ある落語家が「ゲームセンターを抜けるとそこは演芸場だった」と小説『雪国』にかけた洒落を言っていたのを記憶している。
1966年（昭和41年）には、京唄子・鳳啓助ら中心芸人が大量離脱し、芸能プロダクション「娯楽観光」を設立して独立。さらに1967年（昭和42年）にはもうひとつの千土地系劇場「大阪劇場」閉鎖が決定打となり、専属芸人の流出が相次ぎ、千日劇場の出演芸人は二流どころが中心となる。「4時間笑って200円」とのキャッチコピーを掲げて低料金で頑張った効果もなくジリ貧状態となり、1969年（昭和44年）4月30日に閉鎖。日本ドリーム観光は演芸興行部門から撤退した。
閉鎖になった千日劇場のエリアは、1969年6月15日に7階で営業していたアルバイトサロン「チャイナサロン・プレイタウン」が同エリアに進出し、6階に店舗を拡張した。旧劇場のホール中央部分に噴水を設け、さらに6階と7階のホールをスロープで繋げて豪華サロンを演出した。1972年（昭和47年）4月17日にボウリング場改装工事が開始されることから「プレイタウン」の6階営業エリアが廃止された。同年4月28日から旧千日劇場エリアは、ボウリング場に改装すべく工事に入ったところ、同年5月13日深夜にビル全体が火災に遭い、千日デパートは全館が営業休止となった。火災による罹災から8年間、千日デパートは一度も営業再開することなく、廃墟のまま放置されるに至ったすえ、1981年（昭和56年）4月にビルは解体された。跡地には1984年（昭和59年）1月13日に日本ドリーム観光が施工した新商業ビル「エスカールビル」が開業し、その翌日にはキーテナント「プランタンなんば」が営業を開始した。2001年（平成13年）以降はビックカメラ大阪なんば店が入居している。

## 主な出演者
日本ドリーム観光（千土地興行・千日興行）専属の芸人が主に出演していたが、他の事務所に所属していた芸人も劇場と直接専属契約して出演していた。
吉本興業や松竹芸能からも芸人が配給されていた（前者はなんば花月が出来るまで）。

### 漫才
- 芦乃家雁玉・林田十郎
- 鳳啓助・京唄子
- タイヘイトリオ
- 暁伸・ミスハワイ
- 漫画トリオ
- 川上のぼる
- レツゴー三匹
- チャンバラトリオ
- 西川ヒノデ・サクラ
- Wヤング
- すっとんトリオ
- ミスワカナ・玉松一郎
- 浮世亭歌楽・ミナミサザエ ※以下浮世亭一門も出演
- 松鶴家光晴・浮世亭夢若
- 姿三平・浅草四郎
- 東文章・こま代
- 人生幸朗・生恵幸子
- 流行亭歌麿・やちよ
- 浅田家寿郎・守住田鶴子
- 花菱〆吉・花柳貞奴
- 市川歌志・泰子
- 浪花家市松・芳子
- 山崎正路・若松雪路
- 荒川歌江・藤波扇太郎
- 松鶴家千代若・千代菊 ※東京から来演
- Wけんじ ※東京から来演、演劇にも出演

他多数

### 落語
- 3代目桂米朝
- 笑福亭枝鶴（のちの6代目笑福亭松鶴）
- 桂小文枝（のちの5代目桂文枝）
- 2代目笑福亭松之助
- 桂小春団治（のちの2代目露の五郎兵衛）
- 桂我太呂（のちの3代目桂文我）
- 4代目桂文紅
- 笑福亭花丸
- 3代目林家染三
- 3代目桂米紫
- 桂小米（のちの2代目桂枝雀）
- 桂小春（現・4代目桂福団治）
- 桂朝丸（のちの2代目桂ざこば）
- 桂朝太郎
- 林家とみ ※お囃子
- 桂文蝶 ※お囃子、ヘタリ

他に、東京の4代目柳亭痴楽、8代目林家正蔵一門（5代目春風亭柳朝ら）なども出演。

### 浪曲
- 初代京山幸枝若
- 2代目天光軒菊月（現・3代目天光軒満月）
- 2代目日吉川秋斎（太刀原幸門ショウ時代）
- 2代目日吉川秋水
- 天龍三郎
- 斎東満
- 真山一郎
- 前田勝之助 ※東京から来演

他多数。浪曲のみの特別興行も行われた。

### 音頭
- 初音家賢次
- 三音英次
- 鉄砲博三郎

### 音楽ショウ
- あひる艦隊
- ピンアップトリオ
- 川上のぼると大阪ヤローズ
- ぼんぼんサンズ
- のらくろショウ
- 木村フクジとシャネルカンカンズ

他多数

### 漫談
- 吾妻ひな子
- 砂川捨女

### 奇術
- ジャグラー都一
- ジョージ多田
- 松旭斎たけし（のちのマジカルたけし）

他多数

### 曲芸
- 海老一太郎
- ラッキートリオ

他多数

### 演劇
- 人生劇団（曾我廼家五郎劇の残党）
  - 曾我廼家桃蝶
  - 曾我廼家舞鶴
- 唄啓劇団
- ルーキー爆笑劇団
  - 白羽大介
  - 森信
  - ルーキー清二
  - 中山三吉
  - 吉野幸子
- センニチコメディ
  - 横山アウト
  - 白川珍児